# 歐江安
歐江安（英語：Joanne Ou；1974年2月6日—）是台灣的外交官，精通英語、西班牙語、法語，為中華民國外交部最年輕且任期最久的發言人，現任駐紐西蘭代表处大使。

## 生平

### 早年
歐江安幼年时舉家移民到阿根廷首都布宜諾斯艾利斯。高中畢業後，曾就读醫學系一年，之後她选择独自返回台灣，进入國立台灣大學中文學系就读，随后轉到政治學系國際關係組，同時輔修法律。1997年6月，歐江安从國立台灣大學毕业，获政治學系國際關係學士學位。其後赴美進修，再獲美國哥倫比亞大學政治學碩士學位。

### 職業生涯
1997年自大学毕业后，歐江安通过外交領事人員國家特考第31期，为西語組榜首，進入中華民國外交部。最初被分發至禮賓司（現為禮賓處）交際科，任薦任科員，后因精通英语、西语之故，獲選為傳譯。1999年至2017年期间，歐江安担任中華民國總統、副總統與政治人物的英、西文傳譯工作。前副總統呂秀蓮，前第一夫人吳淑珍、周美青，前副总统夫人連方瑀等人出访时，多由歐江安担任翻译。
除傳譯工作外，歐江安曾任外交部新聞文化司科員、科長等職。2001年至2008年，以及2011年至2017年期間，歐江安二度外派至駐紐約辦事處的「駐紐約有關聯合國事務工作小組」(聯工小組)，負責联合国工作長達13年。2017年10月自美國返台，接任外交部副發言人兼任公眾外交協調會副執行長、2019年8月歐江安升任外交部發言人兼公眾會執行長，年僅45歲；在發言職務歷練共超過5年，歐江安表現廣獲肯定，媒體譽為「最美發言人」，也成為外交部史上最年輕且任期最久的發言人。2022年12月26日歐江安在總統府宣誓成為駐紐西蘭代表处大使，並於2023年1月上任。

## 個人生活

### 家庭
歐江安的父親在移民阿根廷前，曾任教於臺北市師大附中，是一名化學老師。她另有兩位姊姊，都是醫生。
2021年7月，與台大機械系教授潘國隆登記結婚，因疫情延後舉辦婚宴，2022年1月29日在台北美福大飯店舉辦婚宴，由大法官詹森林證婚。總統府秘書長李大維、外交部長吳釗燮、國安會副秘書長徐斯儉等官員，以及美國、歐盟、法國、德國、捷克、奧地利、加拿大、澳洲等國家駐台使節到場祝賀。

## 外部連結
- https://www.roc-taiwan.org/nz/post/6.html （页面存档备份，存于）

- https://www.roc-taiwan.org/nz_en/post/299.html （页面存档备份，存于）

- https://www.mofa.gov.tw/MofaLeader_Content.aspx?n=88&sms=&mls=21 中華民國外交部主管簡歷]（页面存档备份，存于）
- 歐江安的Facebook專頁